# Gerrit Bol

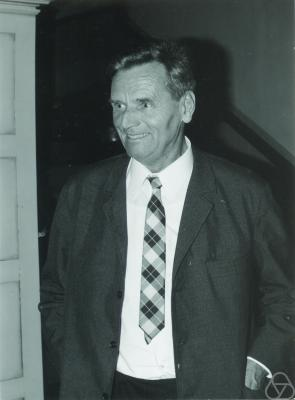
Gerrit Bol (1970)

Gerrit Door Bol (Amsterdam, 29 mei 1906 - 1989) was een Nederlandse wiskundige, die zich voornamelijk met meetkunde bezighield. 
Bol promoveerde in 1928 aan de Universiteit van Leiden (Vlakke Laguerre-meetkunde) bij Willem van der Woude. Hij werkte in de jaren 1930 met Wilhelm Blaschke aan de Universiteit van Hamburg samen aan de meetkunde van netwerken (in dit gebied zijn "Bol-loops" naar hem vernoemd, wat werd geïntroduceerd in Gewebe und Gruppen, 1937) en later aan de projectieve differentiaalmeetkunde. In de Tweede Wereldoorlog vocht hij aan de Nederlandse kant en werd hij krijgsgevangen genomen. Op gezag van Blaschke werd hij echter weer vrijgelaten. Bol was na de Tweede Wereldoorlog hoogleraar aan de Albert-Ludwigs-Universität Freiburg.